# Кумсай (Кумжарганский сельский округ)
Кумсай (каз. Құмсай, до 199? г. — Новая Жизнь) — сел в Мугалжарском районе Актюбинской области Казахстана. Входит в состав Кумжарганского сельского округа. Код КАТО — 154851300.

## Население
В 1999 году население села составляло 180 человек (92 мужчины и 88 женщин). По данным переписи 2009 года, в селе проживало 170 человек (82 мужчины и 88 женщин).